# Riccardo Agostini
Riccardo Agostini (ur. 20 kwietnia 1994 roku w Padwie) – włoski kierowca wyścigowy.

## Życiorys
Riccardo karierę rozpoczął w roku 2007, od startów w kartingu. W 2010 roku zadebiutował w serii wyścigów samochodów jednomiejscowych – Formule Abarth – w ekipie Prema Junior. Po trzech rundach bez punktów, Agostini popisał się znakomitą formą podczas weekendu na torze Imola. W pierwszym starcie okazał się bezkonkurencyjny (sięgnął po tzw. "hattricka"), natomiast dzień później, po odwróceniu kolejności i startu z ósmej lokaty, wyścig zakończył na czwartej lokacie. W pozostałych ośmiu wyścigach punktował czterokrotnie, a w ostatecznej klasyfikacji zajął 11. miejsce.
W kolejnym sezonie kontynuował starty w tej serii. Reprezentując Villorbę Corse, Riccardo zajął najniższy stopień podium w pierwszym starcie, na torze Vallelunga, w cyklu europejskim. Rezultat we włoskiej edycji wyrównał w niedzielnej rywalizacji, na Red Bull Ringu. Były to zarazem najlepsze wyniki w tym roku w wykonaniu Włocha. Ostatecznie Agostini został sklasyfikowany odpowiednio na 7. i 8. lokacie.
W sezonie 2012 Agostini przeniósł się do Włoskiej Formuły 3. Zarówno w serii europejskiej, jak i w serii włoskiej spisał się bardzo dobrze, w czego rezultacie zdobył dwa mistrzowskie tytuły. Startując w zespole JD Motorsport odniósł w serii europejskiej i w serii włoskiej odpowiednio 6 i 5 zwycięstw oraz zdobył odpowiednio 16 i 15 podium.
Na sezon 2013 Agostini przeniósł się od Auto GP World Series, gdzie startował jako kierowca wyścigowy holenderskiej ekipy Manor MP Motorsport. Podczas drugiego wyścigu na Hungaroringu stanął na najniższym stopniu podium. Z dorobkiem 53 punktów uplasował się na dziesiątej pozycji w klasyfikacji generalnej. Poza tym startujący w Formule Renault 3.5 zespół Zeta Corse ogłosił, że podczas rundy na Red Bull Ringu Agostini zastąpi Mihai Marinescu, jednak w żadnym z wyścigów nie dojechał do mety.
W 2014 roku Włoch podpisał kontrakt z włoską ekipą EuroInternational na starty w Europejskiej Formule 3. Wystartował łącznie w dziewięciu wyścigach, w ciągu których uzbierał jeden punkt. Wystarczyło to na 26 miejsce w końcowej klasyfikacji kierowców.
W sezonie 2014 podczas rundy w Austrii dołączył do stawki serii GP3 z niemiecką ekipą Hilmer Motorsport. Wystartował łącznie w szesnastu wyścigach, spośród których pięciokrotnie zdobywał punkty. Uzbierał łącznie osiemnaście punktów, które zapewniły mu szesnaste miejsce w końcowej klasyfikacji kierowców.
W sezonie 2015 gościnnie brał udział w dwóch wyścigach o Grand Prix Włoch.

## Wyniki

### GP3
| Legenda oznaczeń w tabelach wyników Wyświetl szablon na nowej stronie | Legenda oznaczeń w tabelach wyników Wyświetl szablon na nowej stronie                                                                     |
| Oznaczenie                                                            | Wyjaśnienie |
| --------------------------------------------------------------------- | --- |
| Złoty                                                                 | Zwycięzca lub mistrzostwo |
| Srebrny                                                               | 2. miejsce lub wicemistrzostwo |
| Brązowy                                                               | 3. miejsce lub II wicemistrzostwo |
| Zielony                                                               | Ukończył, punktował (w klasyfikacji generalnej, gdy zdobył co najmniej jeden punkt na przestrzeni sezonu, poza trzema powyższymi opcjami) |
| Niebieski                                                             | Ukończył, nie punktował (w klasyfikacji generalnej, gdy nie zdobył co najmniej jednego punktu na przestrzeni sezonu)                      |
| Czerwony                                                              | Nie zakwalifikował się (NZ) |
| Czerwony                                                              | Nie prekwalifikował się (NPK) |
| Różowy                                                                | Nie ukończył (NU) |
| Różowy                                                                | Niesklasyfikowany (NS) (w klasyfikacji generalnej, gdy nie został sklasyfikowany w żadnym wyścigu sezonu)                                 |
| Czarny                                                                | Zdyskwalifikowany (DK) |
| Czarny                                                                | Wykluczony (WYK/EX) |
| Biały                                                                 | Nie wystartował (NW) |
| Biały                                                                 | Kontuzjowany (K/INJ) |
| Biały                                                                 | Wyścig odwołany (OD/C) |
| Bez koloru                                                            | Został wycofany (WYC/WD) |
| Bez koloru                                                            | Nie przybył (NP/DNA) |
| Bez koloru                                                            | Nie brał udziału w treningach (NT/DNP) |
| Bez koloru                                                            | Nie został zgłoszony (–) |
| Pogrubienie                                                           | Start z pole position |
| Kursywa                                                               | Najszybsze okrążenie wyścigu |
| †                                                                     | Nie ukończył, ale jego rezultat został zaliczony ze względu na przejechanie więcej niż 90% dystansu wyścigu.                              |
| *                                                                     | Sezon w trakcie |
| 1/2/3                                                                 | Punktowana pozycja w sprincie kwalifikacyjnym                                                                                             |
| Lista systemów punktacji Formuły 1                                    | |

| Rok  | Zespół            | Wyniki w poszczególnych eliminacjach | Wyniki w poszczególnych eliminacjach | Wyniki w poszczególnych eliminacjach | Wyniki w poszczególnych eliminacjach | Wyniki w poszczególnych eliminacjach | Wyniki w poszczególnych eliminacjach | Wyniki w poszczególnych eliminacjach | Wyniki w poszczególnych eliminacjach | Wyniki w poszczególnych eliminacjach | Wyniki w poszczególnych eliminacjach | Wyniki w poszczególnych eliminacjach | Wyniki w poszczególnych eliminacjach | Wyniki w poszczególnych eliminacjach | Wyniki w poszczególnych eliminacjach | Wyniki w poszczególnych eliminacjach | Wyniki w poszczególnych eliminacjach | Wyniki w poszczególnych eliminacjach | Wyniki w poszczególnych eliminacjach | Punkty | Pozycja |
| ---- | ----------------- | ------------------------------------ | ------------------------------------ | ------------------------------------ | ------------------------------------ | ------------------------------------ | ------------------------------------ | ------------------------------------ | ------------------------------------ | ------------------------------------ | ------------------------------------ | ------------------------------------ | ------------------------------------ | ------------------------------------ | ------------------------------------ | ------------------------------------ | ------------------------------------ | ------------------------------------ | ------------------------------------ | ------ | ------- |
| 2014 | Hilmer Motorsport | ESP                                  | ESP                                  | AUT                                  | AUT                                  | GBR                                  | GBR                                  | DEU                                  | DEU                                  | HUN                                  | HUN                                  | BEL                                  | BEL                                  | ITA                                  | ITA                                  | RUS                                  | RUS                                  | ARE                                  | ARE                                  | 20     | 15      |
| 2014 | Hilmer Motorsport | -                                    | -                                    | NU                                   | 11                                   | 6                                    | 5                                    | 9                                    | 8                                    | 18                                   | 19                                   | 10                                   | 12                                   | 15                                   | 12                                   | 11                                   | NU                                   | 18                                   | 13                                   | 20     | 15      |

### Formuła Renault 3.5
| Legenda oznaczeń w tabelach wyników Wyświetl szablon na nowej stronie | Legenda oznaczeń w tabelach wyników Wyświetl szablon na nowej stronie                                                                     |
| Oznaczenie                                                            | Wyjaśnienie |
| --------------------------------------------------------------------- | --- |
| Złoty                                                                 | Zwycięzca lub mistrzostwo |
| Srebrny                                                               | 2. miejsce lub wicemistrzostwo |
| Brązowy                                                               | 3. miejsce lub II wicemistrzostwo |
| Zielony                                                               | Ukończył, punktował (w klasyfikacji generalnej, gdy zdobył co najmniej jeden punkt na przestrzeni sezonu, poza trzema powyższymi opcjami) |
| Niebieski                                                             | Ukończył, nie punktował (w klasyfikacji generalnej, gdy nie zdobył co najmniej jednego punktu na przestrzeni sezonu)                      |
| Czerwony                                                              | Nie zakwalifikował się (NZ) |
| Czerwony                                                              | Nie prekwalifikował się (NPK) |
| Różowy                                                                | Nie ukończył (NU) |
| Różowy                                                                | Niesklasyfikowany (NS) (w klasyfikacji generalnej, gdy nie został sklasyfikowany w żadnym wyścigu sezonu)                                 |
| Czarny                                                                | Zdyskwalifikowany (DK) |
| Czarny                                                                | Wykluczony (WYK/EX) |
| Biały                                                                 | Nie wystartował (NW) |
| Biały                                                                 | Kontuzjowany (K/INJ) |
| Biały                                                                 | Wyścig odwołany (OD/C) |
| Bez koloru                                                            | Został wycofany (WYC/WD) |
| Bez koloru                                                            | Nie przybył (NP/DNA) |
| Bez koloru                                                            | Nie brał udziału w treningach (NT/DNP) |
| Bez koloru                                                            | Nie został zgłoszony (–) |
| Pogrubienie                                                           | Start z pole position |
| Kursywa                                                               | Najszybsze okrążenie wyścigu |
| †                                                                     | Nie ukończył, ale jego rezultat został zaliczony ze względu na przejechanie więcej niż 90% dystansu wyścigu.                              |
| *                                                                     | Sezon w trakcie |
| 1/2/3                                                                 | Punktowana pozycja w sprincie kwalifikacyjnym                                                                                             |
| Lista systemów punktacji Formuły 1                                    | |

| Rok  | Zespół     | Wyniki w poszczególnych eliminacjach | Wyniki w poszczególnych eliminacjach | Wyniki w poszczególnych eliminacjach | Wyniki w poszczególnych eliminacjach | Wyniki w poszczególnych eliminacjach | Wyniki w poszczególnych eliminacjach | Wyniki w poszczególnych eliminacjach | Wyniki w poszczególnych eliminacjach | Wyniki w poszczególnych eliminacjach | Wyniki w poszczególnych eliminacjach | Wyniki w poszczególnych eliminacjach | Wyniki w poszczególnych eliminacjach | Wyniki w poszczególnych eliminacjach | Wyniki w poszczególnych eliminacjach | Wyniki w poszczególnych eliminacjach | Wyniki w poszczególnych eliminacjach | Wyniki w poszczególnych eliminacjach | Punkty | Pozycja |
| ---- | ---------- | ------------------------------------ | ------------------------------------ | ------------------------------------ | ------------------------------------ | ------------------------------------ | ------------------------------------ | ------------------------------------ | ------------------------------------ | ------------------------------------ | ------------------------------------ | ------------------------------------ | ------------------------------------ | ------------------------------------ | ------------------------------------ | ------------------------------------ | ------------------------------------ | ------------------------------------ | ------ | ------- |
| 2013 | Zeta Corse | ITA                                  | ITA                                  | ARA                                  | ARA                                  | MON                                  | BEL                                  | BEL                                  | RUS                                  | RUS                                  | AUT                                  | AUT                                  | HUN                                  | HUN                                  | FRA                                  | FRA                                  | CAT                                  | CAT                                  | -      | NS      |
| 2013 | Zeta Corse | -                                    | -                                    | -                                    | -                                    | -                                    | -                                    | -                                    | -                                    | -                                    | NU                                   | NU                                   | -                                    | -                                    | -                                    | -                                    | -                                    | -                                    | -      | NS      |

### Podsumowanie
| Sezon | Seria                                                    | Zespół               | Wyścigi | Zwycięstwa | PP | NO | Podium | Punkty | Pozycja |
| ----- | -------------------------------------------------------- | -------------------- | ------- | ---------- | -- | -- | ------ | ------ | ------- |
| 2010  | Formuła Abarth                                           | Prema Junior         | 14      | 1          | 1  | 1  | 2      | 49     | 11      |
| 2011  | Włoska Formuła Abarth                                    | Villorba Corse       | 14      | 0          | 0  | 0  | 1      | 66     | 7       |
| 2011  | Włoska Formuła Abarth                                    | JD Motorsport        | 14      | 0          | 0  | 0  | 1      | 66     | 7       |
| 2011  | Europejska Formuła Abarth                                | Villorba Corse       | 14      | 0          | 0  | 0  | 1      | 54     | 8       |
| 2011  | Europejska Formuła Abarth                                | JD Motorsport        | 14      | 0          | 0  | 0  | 1      | 54     | 8       |
| 2011  | Formula Pilota China                                     | JD Motorsport        | 2       | 0          | 0  | 0  | 1      | 20     | 12      |
| 2012  | Włoska Formuła 3 - seria europejska                      | JD Motorsport        | 24      | 6          | 6  | 11 | 16     | 281    | 1       |
| 2012  | Włoska Formuła 3 - seria włoska                          | JD Motorsport        | 18      | 5          | 5  | 10 | 15     | 209    | 1       |
| 2013  | Auto GP World Series                                     | Manor MP Motorsport  | 8       | 0          | 1  | 0  | 1      | 53     | 10      |
| 2013  | Formuła Renault 3.5                                      | Zeta Corse           | 2       | 0          | 0  | 0  | 0      | 0      | NS      |
| 2014  | Europejska Formuła 3                                     | EuroInternational    | 9       | 0          | 0  | 0  | 0      | 1      | 26      |
| 2014  | Seria GP3                                                | Hilmer Motorsport    | 16      | 0          | 0  | 0  | 0      | 18     | 16      |
| 2015  | Porsche Supercup                                         | Antonelli Motorsport | 2       | 0          | 0  | 0  | 0      | 0†     | NS†     |
| 2015  | Włoski Puchar Porsche Carrera                            | Antonelli Motorsport | 13      | 4          | 3  | 4  | 7      | 183    | 1       |
| 2015  | Porsche Carrera - 24 Hours of Spa Support Race - Klasa A | Antonelli Motorsport | 1       | 0          | 0  | 0  | 0      | 0†     | 6†      |

† – Agostini nie był brany pod uwagę w klasyfikacji generalnej.